# Francesc Vila Massó
Francesc Vila Massó (Barcelona, p. s. XVII – c. 9 de juny del 1677) va ser un militar i polític català, conseller en cap de Barcelona.
Fill del mercader Salvador Vila, nebot del magistrat de la Reial Audiència de Catalunya Josep Massó, i germà de l’eclesiàstic Joan Baptista Vila Massó, un dels assessors més influents de la Diputació del General durant la Guerra dels Segadors.

## Participació en la Guerra dels Segadors
Si bé havia participat voluntàriament en el setge de Salses (1639), Vila s'implica decididament en la revolta de 1640. El 4 d’octubre forma part d’una ambaixada dels diputats del General al Consell de Cent per comunicar la decisió d’aixecar defenses al Rosselló, Tortosa i Lleida.
El març 1642 les tropes hispàniques es disposaven a creuar el Principat per atacar Perpinyà. Com a sergent major, Vila va acudir amb 500 homes a Sant Celoni per aturar el seu avanç, aconseguint-lo vèncer prop de Sant Celoni. En paral·lel a la tasca militar, continua exercint com ambaixador del Consell de Cent, entre altres actes en l’acomiadament oficial del virrei Brézé (25 de setembre de 1644), així com en l’arribada del seu relleu en el càrrec, el comte d’Harcourt (7 de març de 1645).
Vila obté majors responsabilitats polítiques en ser nomenat membre del Consell de la Trentasisena del General (28 de setembre del 1644), del Consell de la Divuitena (27 de gener del 1645) i ser insaculat com a conseller segon del Consell de Cent (30 de novembre del 1645). En el lustre 1645-50 exercirà múltiples ambaixades entre el govern barceloní, les institucions catalanes i les autoritats franceses.

## Capitulació de Barcelona
Arran de la mort del conseller en cap de Barcelona Jacint Fàbregas, el 10 de març de 1651 se celebra una extracció per trobar-ne el relleu. Francesc Vila és insaculat per exercir el càrrec fins al novembre, quan el rellevarà el seu tiet, Rafael Casamitjana d’Erill. Manel Güell i Pablo de Sàrraga assenyalen que, com a màxima autoritat barcelonina, Vila va destacar com a “mestre de camp dels terços de la ciutat”.
El 30 de setembre de 1652, el Consell de Cent nomena Vila com un dels membres de la comissió que han de negociar la capitulació de la ciutat, que s'acorda definitivament el 3 d’octubre.

## Canvi de bàndol
Just capitulada la ciutat, Vila canvia de bàndol militar. El mateix octubre de 1652 comanda una host que bat els miquelets d’Osona. La confiança que hi tenien les autoritats hispàniques es manifesta en el fet que fos elegible pel Braç Reial en la primera insaculació del nou règim (15 de juliol del 1653). A l’octubre del mateix any participa de la milícia barcelonina que evita la conquesta francesa de Girona.
La mort de Francesc Vila va produir-se en un moment desconegut entre el 9 de juny de 1674 i el 2 de juliol del 1677, quan rep el privilegi militar a títol pòstum.